# Opius hermosanus
Opius hermosanus är en stekelart som beskrevs av Fischer 1964. Opius hermosanus ingår i släktet Opius och familjen bracksteklar. Inga underarter finns listade i Catalogue of Life.